# Patera de Viardot
Viardot Patera
Pour les articles homonymes, voir Viardot.
La patera de Viardot (désignation internationale : Viardot Patera) est une patera située sur Vénus dans le quadrangle de Galindo (V-40).
Elle a été nommée en référence à Pauline Viardot, cantatrice et compositrice française (1821-1910).